# Sattelkirche (Nordeuropa)

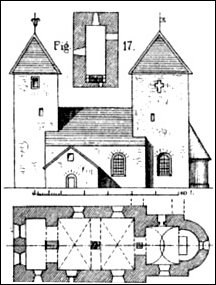
Skizze des ehemaligen Bauzustandes der Kirche von Alböke

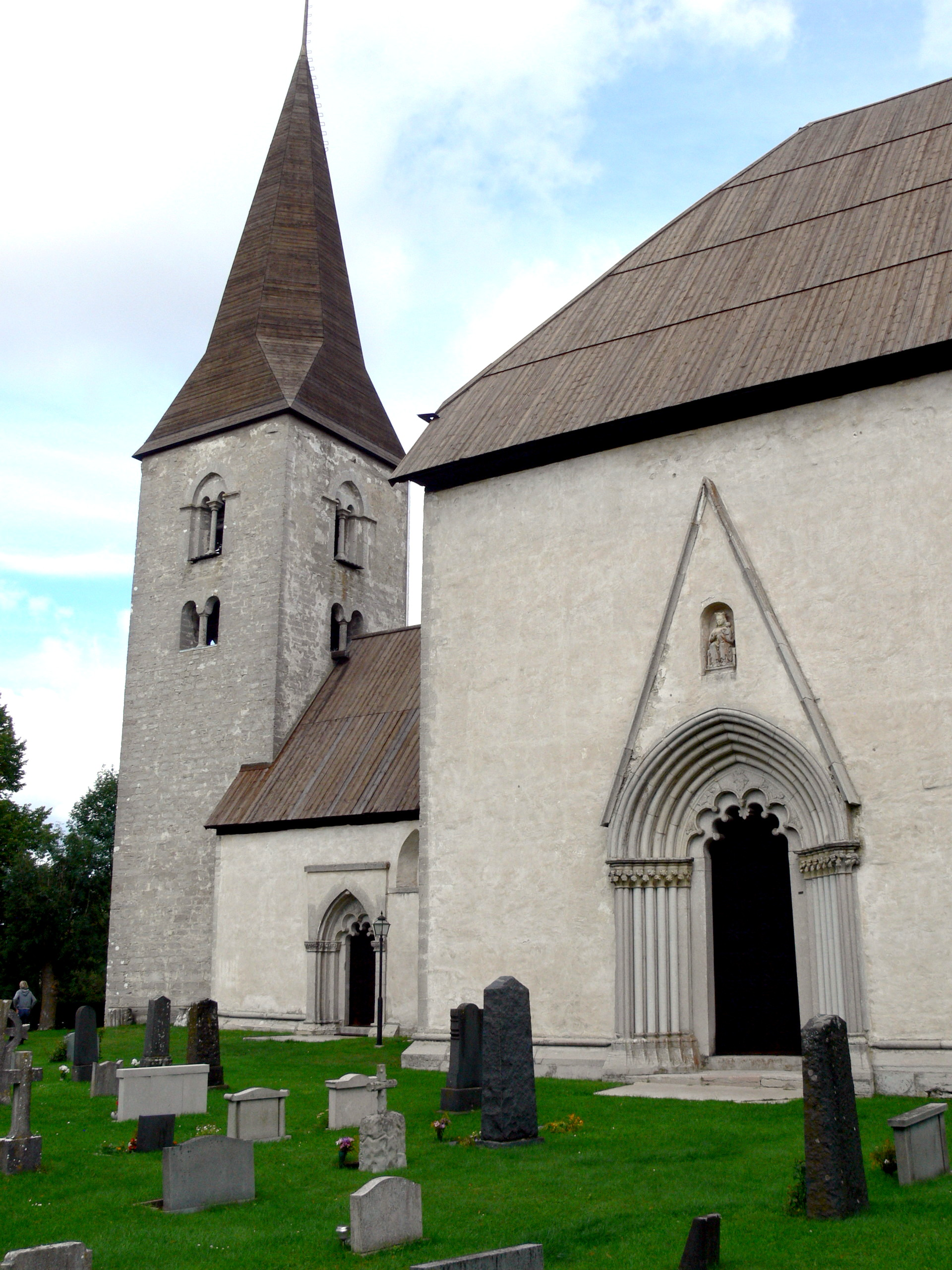
Kirche von Källunge – rechts der deutlich höhere Chor

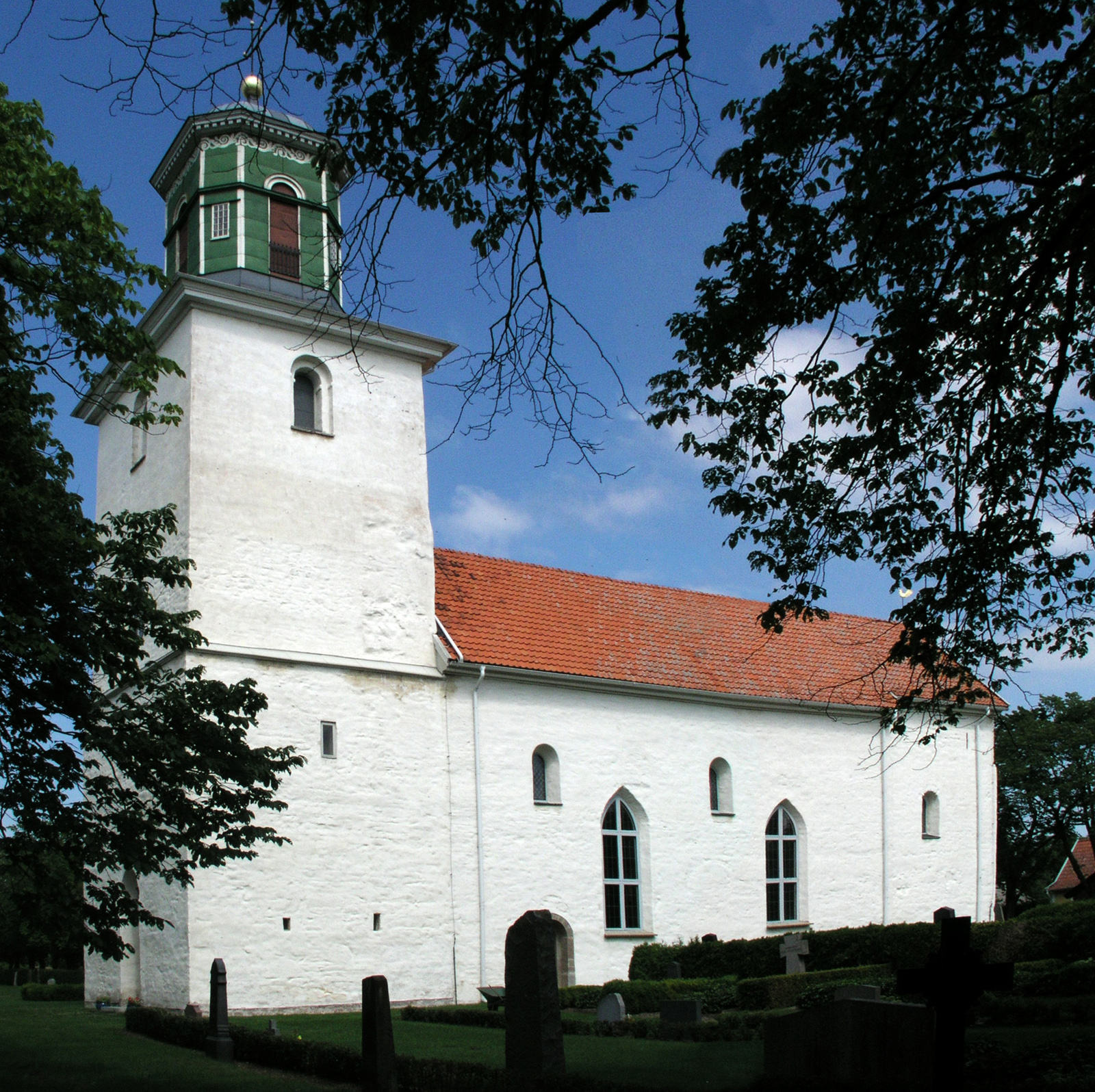
Kirche von Resmo – rechts das Untergeschoss des ehemaligen Ostturms

Eine Sattelkirche (auch Saum- oder Tragsattelkirche) ist eine besondere Bauform von Kirchen. Charakteristisch für Kirchen dieser Form ist das Vorhandensein je eines Kirchturms an beiden Enden des Gebäudes. Sowohl an der West- als auch an der Ostseite befindet sich mitunter ein Turm, öfter noch ein gegenüber dem Kirchenschiff deutlich erhöhter Chor, was der Kirche die Silhouette eines Sattels verleiht. Das Ergebnis ist oft die Folge von Umbauten und kein einheitliches Konzept.
Kirchen dieser Art entstanden in der Zeit der Romanik oder durch Umbauten in der Zeit der Gotik vor allem auf den schwedischen Ostseeinseln Öland und Gotland. Sie sind aber nicht typisch für die Inseln.
In der späteren Baugeschichte wurde der zweite Turm häufig zurückgebaut. Zu den Sattelkirchen zählte die Kirche von Resmo, deren ehemaliger östlicher Turm nur noch in seinem Untergeschoss vorhanden ist. Einen deutlich über das Kirchenschiff erhöhten Chor haben auch die Kirchen von Burs, Garde, Follingbo, Lummelunda, Källunge und Lye.
In der mitteleuropäischen Architekturgeschichte wird der Begriff der Sattelkirche für das Höhenverhältnis von Hauptschiff zu den Nebenschiffen verwandt.